# Eddy Jasmin
Eddy Jasmin, né le 12 juillet 1971 en Haïti, est un disc jockey et producteur de musique électronique canadien.

## Biographie
Eddy Jasmin est une figure emblématique de la scène électronique de l'est canadien.
En 1995, alors âgé de 24 ans, il prend le contrôle des platines du mythique Bain Douche, du boulevard Saint-Laurent, dix ans après de modestes débuts en banlieue de Montréal.
Une décennie plus tard, le petit montréalais d’adoption est devenu l'un des plus grands DJ de sa génération, consacré «Prince du House de Montréal» par ses pairs.
Il est rapidement reconnu pour son talent musical, mais aussi pour posséder l'art des rencontres, de les provoquer et d'en tirer des relations privilégiées.
Eddy Jasmin aura le privilège de s'offrir des résidences dans des endroits aussi prestigieux qu'au Stereo Nightclub (Montréal), au Aria Afterhours (Montréal), au Circus Afterhours (Montréal), au Terminal Nighclub (Québec), au Sunrise Afterhours (Ottawa), au Sky Club (Montréal), au Central Station (Montréal), pour n'en nommer que quelques-uns.
Depuis quelques années, avec son partenaire de studio et technicien Julien Turmel (Jasmin & Jul), Eddy a passé beaucoup de temps dans les bars et les clubs où il s'est ouvert à d'autres genres musicaux et a lié de belles amitiés avec des artistes d'horizons différents.

## Filmographie
- 2002 : Pluto Nash (The Adventures of Pluto Nash), de Ron Underwood.